# André Salomon
André Salomon est un pianiste français né le 27 octobre 1881 à Paris et mort à Auschwitz le 5 juin 1944.

## Biographie
Né dans le 11e arrondissement de Paris, où son père Alexis a un atelier de bijouterie, André Salomon entre au Conservatoire National Supérieur de Musique et de Déclamation en 1894. Dans la classe de piano de Charles de Bériot, il a pour camarades Maurice Ravel, Ricardo Viñes et Ferdinand Motte-Lacroix. Il entame sa carrière dès 1900. Soliste des Concerts Pasdeloup et Lamoureux, il se produit de façon récurrente avec la cantatrice Jane Bathori, les violoncellistes Gérard Hekking, Maurice Maréchal, Pierre Fournier, le compositeur Léon Moreau, le flûtiste Philippe Gaubert, l’altiste Pierre Villain. Accompagnateur attitré des quatuors Kamensky et Carembat, il forme un trio avec Louis Carembat (violon) et René Chizalet (violoncelle). 
Le 10 juin 1913, au Théâtre des Champs-Elysées, il prend part à la huitième saison des Ballets Russes de Serge de Diaghilev et tient la partie de piano pour la reprise de Petrouchka (Stravinsky), créé deux ans plus tôt par la même troupe : Tamara Karsavina, Vaslav Nijinski, chorégraphie de Michel Fokine, direction Pierre Monteux.
André Salomon crée les Morceaux en forme de poire d'Erik Satie le 2 avril 1919 chez le comte Étienne de Beaumont. Il donne, salle du Conservatoire, la première représentation publique de Socrate le 14 février 1920. Dédicataire du 2e Nocturne pour piano d’Erik Satie, il est également le premier interprète, aux côtés du compositeur, des Trois petites pièces montées (19 décembre 1920).
Cofondateur, avec le compositeur Amable Massis (second violon du Quatuor Carembat), du Conservatoire de Musique de Troyes où il enseigne le piano, il est contraint de cesser ses fonctions sous l’Occupation, trouvant refuge à Aix-en-Provence. Arrêté, interné au Camp de concentration de Drancy le 21 mai 1944 sous le matricule 22 785, il est déporté à Auschwitz par le Convoi n° 75 du 30 mai 1944. Un cénotaphe a été érigé en son nom au cimetière juif d'Aix-en-Provence.